# Струмишки пожар (1913)
 Тази статия е за пожара от 1913 година.  За този от 1869 година вижте Струмишки пожар (1869).  
Големият пожар в Струмица през 1913 година е систематично опожаряване на почти целия град и околни села от гръцките военни власти, завзели Струмица в Междусъюзническата война, които според Букурещкия договор следва да предадат града и околностите му на България. Избухва на 21 август по нов стил или 8 август по стар и трае до 28 (15) август. Гръцкото, тоест гъркоманско население, както и мюсюлмани и евреи, доброволно или под натиск от гръцките военни емигрират в новите гръцки територии, предимно в Кукуш и околните села, като им е обещано, че в руините на напуснатия от българите град ще бъде построена „нова Струмица“, а те ще получат къщи и земи. Военните престъпления по време на пожара са разследвани от Карнегиевата комисия. Извършени са грабежи, изнасилени са жени, от които поне една умира, а има и поне един случай на отвличане на дете.

## Предистория
През Възраждането гръцката партия в Струмица е доста силна.
По време на Междусъюзническата война гръцки части завземат Струмица. На 10 август (28 юли) е подписан Букурещкият договор, който слага край на войната и урежда границите в региона след нея. Според договора град Струмица и околността му стават част от Царство България.

## Преди пожара
Около дните на подписването на Букурещкия договор гръцките военни власти в Струмица издават изрична заповед всички жители на града, както и околните села, които са гърци и мюсюлмани, да напуснат домовете си и да се преселят на гръцка територия. Заповедта е съпроводена с предупреждение, че в противен случай къщите им ще бъдат запалени. Приложено е и сплашване, което се оказва частично успешно, особено сред гърците, че българите ще ги избият, ако останат под българска власт. Също така гръцките военни уверяват, че в Кукуш, който според договора става част от Кралство Гърция, а българското му население е прогонено след опожаряването на града и селата, ще се построи прекрасна „нова Струмица“ и обещават къщи и земи. Според струмичанката Ичева, свидетелка на опожаряването на родния ѝ град, „беше известно още преди това, че след насилственото изселване на гърците, евреите и турците самият град е обречен на разрушение, както Ксанти, Гюмюрджина и някои други населени места в Тракия“. Някои от водачите на гръцката общност в града с готовност възприемат тази политика и използват влиянието си, за да я проведат. Според доклада на Карнегиевата анкета изселването на гърците в никакъв случай не е спонтанно, но като цяло е доброволно, докато за мюсюлманите е използвано насилие – повечето от тях напускат града по разпореждане на гръцките власти, а някои напразно се опитват да подкупят гръцките войници, за да им се позволи да останат. Редица турци – според Карнегиевата анкета мнозинството от тях заявяват, че след ексцесите на смесеното сръбско-българско управление в началото на Балканската война българското управление е било поносимо за тях, упорствали в желанието си да останат, но били насилствено изгонени от домовете си. Същата политика е проведена и в струмишките села.
Между подписването на договора и опожаряването на града гръцките жители на Струмица свободно влизат и излизат, пренасяйки стоки и покъщнина на превозни средства (камиони, коли), които са им предоставени от гръцката армия. Турците и евреите се принудили да ги последват.
Когато чуждестранните консули в Струмица научават за заканата от опожаряване на града, те телеграфират на своите представители да предприемат действия в Атина. Гръцкото правителство се съгласява да запази Струмица и струмишките села до пристигането на българската армия, но тази новина достига до Солун в деня, когато започва пожарът в Струмица. Гръцката страна се опитва да убеди международната общественост, че самото население е запалило къщите си, страхувайки се да остане под българско робство.

## Пожар
Вечерта на 21 (8) август гръцките военни започват опожаряването на Струмица. През тази нощ те запалват пазарите в югозападната част на града, близо до къщата на гръцкия доктор Константинос Ризопулос. Но населението на българския квартал излиза на празните улици и успява да изгаси пожара на пазарите. Смятало се, че гръцките военни, след като са започнали опожаряването, са напуснали тази част на града, но сутринта те се появяват и започват да заплашват българите, които се оттеглят по къщите си и не посмяват повече да излизат и да гасят пожара. След това гръцките военни прекъсват водопровода и унищожават пожарните коли, за да няма начин да се изгася пожарът. Следната нощ, 22 август, те подновяват пожара и през нощта гръцкият и турският квартали вече горят. Гръцките военни заливат сградите с бензин, след това ги запалват и взривяват с бомби. Шест или осем войници подпалват казармата на три пъти, докато успеят да създадат истински пожар.
И по време на пожара „моторни коли идваха и си заминаваха по 3 пъти на ден, за да изнасят краденото имущество“. Всичко, което не било скрито, е било изнесено от града, дори столове, кутии, рамки, портрети, легла и друго, а всяко нещо, което не можело да се пренесе, е било разрушено. Един австрийски офицер се намирал в Струмица по времето на пожара. Месното население го помислило за член на Карнегиевата комисия. Той публикувал своя разказ във виенския вестник „Райхспост“ и изпратил доклад до австрийското консулство в София. Той разказва, че е откраднат всичкият добитък на един от най-големите собственици в Струмица и околността, мюсюлманина Назиф ефенди. Неговата къща е изгорена, жена му изнасилена „по такъв зверски начин, че тя починала“, а детето му е било отвлечено и повече нищо не се чуло за него. На евреина Новак Козе му били откраднати всички стоки, а жена му също е била изнасилена. И от богатия търговец Бандезев (Bandésev) всички стоки били отнети, като моторни коли в продължение на два дни отивали и се връщали, докато изнесат всичко от къщата му. И неговата жена също е била изнасилена.
Опожаряването на града е извършено от гръцката армия, която е била подпомагана само от отделни лица, примерно бивши андарти, а повечето цивилни гърци, т.е. гъркомани тогава вече напуснали Струмица.
Пожарът продължил до 28 (15) август. Целият град, с изключение на двата български квартала Чифлик и Бабяк, е напълно опожарен. Според данни на Карнегиевата анкета опожарени са около хиляда къщи и магазини. Според данни на Пандевски и Стоев (1969) броят на опожарените сгради е над 1900. Няколко гръцки къщи в български квартал също били опожарени. Американският протестантски мисионер Купър пристигнал от Солун в Струмица, когато гърците се готвели да запалят и български квартал, където няколко къщи вече били в пламъци. Той отишъл при гръцкия комендант и го замолил да спре опожаряването, декларирайки, че ще се обърне към британския консул в Солун. Пожарът в този квартал бил спрян по заповед на коменданта. Купър направил снимки от опожарения град, които изпратил на британския консул в Солун.
Освен града опожарени са и много струмишки села, между които българските села Ново село, Моноспитово, Костурино, Велюса, Дабиля, Зъбово, Попчево, Чам чифлик, което впоследствие е изселено, Раборци и Балдовци, турските села Хамзали, Еднокукево, Секирник, Борисово, Сушица, Свидовица, Нова махала и Чанакли, както и гръцките, т.е. гъркомански села Мокрино и Мокриево. Велюшкият манастир също е опожарен, като неговите конаци и отчасти църкви изгорели.

## След пожара
Българската армия пристигнала в града три дни след края на пожара. Имало е опит да се накара българският подполковник да подпише официална декларация, че къщите били опожарени от техните собственици, но той отказал да стори това.
Струмишки турци, които били принудени да напуснат селищата си, не получили храна от гърците няколко дни. Те нито искали да се преместят в Азия, нито пък да се установят на гръцка територия. Както казвали пред Карнегиевата комисия, те не виждали „нищо добро за своето бъдеще“.
След пожара демографията на града и околните села е променена драстично. Тук се заселват бежанци от Кукуш, Дойран и други македонски краища. По данни от 1921 година само в града е имало 2700 бежанци.